# Harley Quinn
Harley Quinn (Dr. Harleen Frances Quinzel) là một nhân vật giả tưởng trong truyện tranh xuất bản bởi DC Comics và được biết đến như là một trong những kẻ thù của siêu anh hùng Batman. Nhân vật này được tạo ra bởi Paul Dini và Bruce Timm, xuất hiện lần đầu trong loạt phim hoạt hình Batman: The Animated Series vào tháng 9 năm 1992. Sau đó Harley Quinn xuất hiện trong truyện tranh The Batman Adventures #12 (tháng 9 năm 1993) của DC Comics. Hình tượng và chất giọng của Harley Quinn được Paul Dini lấy cảm hứng từ nhân vật Calliope Jones do nữ diễn viên Arleen Sorkin thủ vai trong phim truyền hình Days of Our Lives. Cái tên "Harley Quinn" được rút ngắn từ tên thật Harleen Quinzel, đồng thời là một kiểu chơi chữ đồng âm từ cái tên "Harlequin", một dạng nhân vật thường xuất hiện trong các vở kịch đeo mặt nạ ở châu Âu (commedia dell'arte).

## Tiểu sử
Harleen Quinzel là một bác sĩ tâm lý tội phạm làm việc ở Arkham Asylum (Nhà thương điên Arkham). Trong những lần tiếp xúc với Joker khi hắn bị giam giữ ở đây, cô đã đem lòng yêu hắn (Harleen cảm thấy tìm được sự đồng cảm từ Joker bởi vì cô có một tuổi thơ không hạnh phúc). Cô thay đổi cách ăn mặc, thay đổi giọng nói và tính cách, trở thành cộng sự số một bên cạnh Joker, tạo nên cặp đôi tai tiếng bậc nhất trong thế giới truyện tranh. Joker thường đối xử khá tệ bạc với Harley Quinn nhưng cô vẫn yêu hắn vô điều kiện. Vì thế, dù Harley Quinn đóng vai phản diện, nhiều người vẫn cảm thấy cô là một nhân vật tội nghiệp và đáng thương. Harley Quinn thường gọi Joker là Mr. J (Ngài J) hoặc Puddin' (tên loại bánh mà cô yêu thích), và gọi Batman là B-Man (chữ B có thể viết tắt của nhiều từ khác nhau như "bad" hay "bozo").
Ngoài ra, Harley Quinn là bạn thân của Poison Ivy, có nhiều phiên bản kể về cuộc gặp gỡ giữa hai người. Trong lần xuất hiện đầu tiên (phim hoạt hình) thì họ tình cờ gặp nhau khi cả hai đột nhập vào cùng một bảo tàng và hỗ trợ nhau trốn thoát. Trong phiên bản mới thì có một lần, Joker đã cảm nhận được tình yêu ẩn sâu bên trong hắn đối với Harley Quinn. Nhưng hắn nhanh chóng chối bỏ điều này và không còn muốn sự hiện diện của Harley Quinn nữa nên đã trói cô vào một quả tên lửa và bắn đi. Harley Quinn bị bất tỉnh sau khi đáp xuống công viên Robinson ở trung tâm Gotham và được Poison Ivy tìm thấy. Cô đem Harley Quinn về nhà và chữa trị, nhưng cô sớm nhận ra Harley Quinn là một trong những bác sĩ tâm lý từng làm việc ở Nhà thương điên Arkham. Poison Ivy ngay lập tức định giết Harley Quinn nhưng Harley Quinn chẳng buồn quan tâm đến việc đó. Điều này bắt đầu kích thích trí tò mò của Poison Ivy và cô thuyết phục Harley Quinn giải thích tại sao cô lại buồn đến mức như thế. Sau khi Harley Quinn kể lại chuyện cô yêu Joker đến mức nào và Joker hắt hủi cô ra sao, Poison Ivy đã tìm thấy sự đồng cảm và họ nhanh chóng trở thành bạn thân (Harley Quinn thường gọi Poison Ivy là "Red" do mái tóc đỏ của cô). Điên tiết với cách hành xử của Joker, Poison Ivy đã đề nghị Harley Quinn đi trả thù hắn. Lúc đó Harley Quinn cũng cảm thấy sôi máu với Joker nên đã đồng ý, hai người họ phối hợp cùng Batman để hạ Joker. Dù Joker vô cùng thông minh và xung quanh hắn lúc đó có rất nhiều thuộc hạ, nhưng với năng lực của cả ba người đã nhanh chóng cô lập được Joker. Harley Quinn đứng trước cơ hội đối mặt và giết Joker, nhưng ngay lập tức yếu lòng trước lời xin lỗi của hắn và đã quay lại với Joker. Sau khi biết được điều này Poison Ivy đã rất giận Harley Quinn nhưng sau đó vẫn tha thứ cho cô. Mỗi lần bị Joker hắt hủi thì Poison Ivy luôn là nơi mà Harley Quinn tìm đến.
Poison Ivy đã tiêm vào người Harley Quinn một thứ thuốc đặc biệt khiến cô miễn nhiễm với gần như toàn bộ các loại chất độc, và trở nên mạnh mẽ hơn. Ngoài ra thì Harley Quinn còn có sự dẻo dai và nhanh nhẹn (cô từng là vận động viên thể dục dụng cụ), khả năng sử dụng vũ khí thành thạo, kỹ năng chiến đấu cao, và sự điên khùng ảnh hưởng từ Joker. Điều nguy hiểm hơn nữa là Harley Quinn sẵn sàng làm mọi chuyện vì Mr. J. Tuy vậy, Harley vẫn cho thấy lòng nhân từ của cô trong nhiều trường hợp. Harley Quinn cùng với Poison Ivy và Catwoman thành lập nên nhóm ba nữ tội phạm nổi tiếng mang tên "Gotham City Sirens", ngoài ra cô còn tham gia các tổ chức tội phạm khác như "Secret Six" và "Suicide Squad".

## Xuất hiện ngoài truyện tranh
Harley Quinn xuất hiện trong rất nhiều phim hoạt hình, phim truyền hình, phim điện ảnh và game về đề tài Batman. Nữ diễn viên Arleen Sorkin với chất giọng đặc biệt của mình là người thành công nhất với hình tượng Harley Quinn trong phim hoạt hình Batman: The Animated Series, ngoài ra Hynden Walch và Tara Strong cũng tham gia lồng tiếng cho nhân vật này trong một số phim hoạt hình khác. Trong loạt phim truyền hình Birds of Prey, Harley Quinn được thể hiện bởi Mia Sara. Nhân vật Harley Quinn cũng góp mặt trong bộ phim ra mắt năm 2016 Suicide Squad, vai diễn này do nữ diễn viên người Úc Margot Robbie đảm nhận. Robbie tiếp tục trở lại với vai diễn Harley Quinn trong bộ phim Birds of Prey: Cuộc lột xác huy hoàng của Harley Quinn (2020).
Một phiên bản Harley Quinn đen tối hơn có mặt trong loạt game nổi tiếng Batman: Arkham (Arleen Sorkin và Tara Strong lần lượt lồng tiếng cho nhân vật này). Ngoài ra Harley Quinn cũng góp mặt trong tựa game đối kháng ra mắt năm 2013 Injustice: Gods Among Us.

## Ảnh hưởng văn hóa
Tuy ra đời sau rất nhiều nhân vật truyện tranh khác, nhưng Harley Quinn lại nhanh chóng được độc giả, khán giả, cũng như giới chuyên môn yêu thích bởi tạo hình nhân vật ấn tượng, chất giọng và tính cách đặc biệt của cô. Harley Quinn xếp thứ 45 trong danh sách "Top 100 siêu tội phạm mọi thời đại trong thế giới truyện tranh" của IGN năm 2009 ("Top 100 Comic Book Villains of All Time"). Đồng thời, Harley Quinn cũng xếp thứ 16 trong "Top 100 nhân vật nữ gợi cảm nhất trong thế giới truyện tranh" ("100 Sexiest Women in Comics") của Comics Buyer's Guide.

## Những câu nói ấn tượng
- "Anh ấy... Anh ấy không hề yêu mình..." (Truyện tranh Harley Quinn Vol 1 2 - New Earth, 2001).
- "Tôi sẽ giết anh! Vì tất cả những gì anh đã làm với tôi. Những ngày tháng mà anh đã khiến tôi cảm thấy mình thật nhỏ bé và vô dụng. Những ngày tháng mà tôi sẽ không bao giờ quên. Vì những điều mà tôi sẽ không bao giờ có thể tha thứ được. Tất cả những ký ức đó..." (Truyện tranh Gotham City Sirens Vol 1 21 - New Earth, 2011).
- "Sau tất cả, sau những năm tháng đã qua, tôi và anh đã có những giây phút bên nhau. Anh tưởng tôi không biết anh nghĩ gì về tôi ư? Anh nghĩ tôi là một con búp bê, không hơn không kém. Một con búp bê để anh muốn làm gì thì làm. Không, anh sai rồi, rất là sai rồi. Giờ nó chỉ là bóng ma quá khứ thôi. Tôi rất nguy hiểm, và tôi sẽ cho anh thấy tôi đen tối cỡ nào." (Truyện tranh Gotham City Sirens Vol 1 24 - New Earth, 2011).
- "Tôi chỉ muốn nói rằng, nếu không có Batman, thì sẽ không có Joker, và tôi sẽ không được gặp bánh Puddin' của mình. Cám ơn anh nhé, Batman." (Phim hoạt hình Batman: The Animated Series: Trial (#2.9), 1994).
- "Anh nghĩ tui cũng là một con nhỏ tóc vàng hoe ngu ngốc óc bã đậu hả! Ha, quê mặt nhé, bởi vì tóc của tui còn không phải màu vàng thật." (Phim hoạt hình Batman: The Animated Series: Harlequinade (#2.10), 1994).
- "Em sẽ rất xấu hổ nếu máu vấy lên bộ cánh mới của em đấy. Anh nghĩ thế nào, não Dơi, thích nó không? Mình đang đùa gì thế này, tất nhiên là anh thích rồi, ai mà không thích nó chứ?" (Trò chơi Batman: Arkham City, 2011).
- "Bọn này là người xấu mà, đây là những gì bọn này làm." (Phim Suicide Squad, 2016).